# Stielhandgranate 43
Die Stielhandgranate 43 war eine Handgranate der Wehrmacht im  Zweiten Weltkrieg und eine Weiterentwicklung der Stielhandgranate 24.  

## Aufbau
Die 624 Gramm schwere Stielhandgranate bestand aus einem hölzernen Stiel sowie dem Topf aus dünnwandigem Stahlblech mit einer Sprengladung aus TNT. Die gesamte Stielhandgranate war 35,6 Zentimeter lang. Aufgrund einer Produktionsvereinfachung war der Stiel nicht mehr hohl und die Abreißschnur war direkt am Topf angebracht. Dadurch konnte der Topf auch ohne Stiel geworfen werden. Die Granate detonierte mit einer Verzögerung von 4,4 Sekunden nach dem Abreißen der Abreißschnur.

## Modifikationen
Wie bei der Stielhandgranate 24 konnte auch um die Stielhandgranate 43 ein Verstärkungsmantel aus Gusseisen gesetzt werden. Dieser erhöhte die Splitterwirkung der Stielhandgranate.
Die Stielhandgranate konnte neben dem Einzelwurf auch als geballte Ladung oder als gestreckte Ladung verwendet werden. So wurden sie im Bunkerkampf oder zum Sprengen von Drahthindernissen eingesetzt. 
Bei der geballten Ladung wurden fünf oder sechs Handgranatentöpfe um eine in der Mitte befindliche Stielhandgranate gebunden. Beim Zünden dieser Handgranate wurde das Bündel zur Detonation gebracht.
Zur Herstellung einer gestreckten Ladung wurden Handgranatentöpfe in Abständen von 15 Zentimetern auf einem Brett oder starken Ast befestigt. Am Ende wurde eine Stielhandgranate mit längerer Abreißschnur befestigt.